# Kapela Arena
Kapela Arena, pravog naziva Kapela Scrovegni (talijanski: Cappella degli Scrovegni) je kapela u Padovi (Veneto, Italija) u kojoj se nalaze freske slikara Giottoa, dovršene oko 1305. godine, koje su jedne od najvažnijih remek-djela europskog slikarstva ranog 14. stoljeća. Giottov ciklus freska kapele Scrovegni smatra se za početak revolucionarnog razvoja u povijesti zidnog slikarstva. Zbog toga su ove freske 2021. godine upisane na UNESCO-v popis mjesta svjetske baštine u Europi, zajedno sa sedam drugih fresko-ciklusa u Padovi kao „Padovanski ciklus fresaka iz 14. stoljeća”.

## Povijest
Bogati bankar Enrico Scrovegni je dao da se na njihovom velikom imanju, ispred njihove obiteljske vile (koje danas nema) izgradi privatna kapela. Pretpostavlja se kako je to uradio kako bi okajao očeve lihvarske grijehe, no najnovija istraživanja su dokazala i njegovo lihvarsko djelovanje. Enricova grobnica se nalazi u apsidi kapele, a njegov portret se nalazi na Posljednjem sudu kako Djevici Mariji daruje model crkve. Iako je kapela zgrađena kao privatni oratorij, kapela je svake godine za svečanost Navještenja služila za javnost.
Kapela je poznata kao Kapela Arena jer je Enrico Scrovegni kupio zemljište za kapelu na kojemu je nekada stajala rimska arena. Na tom otvorenom prostoru se i godinama prije izgradnje kapele odvijala procesija posvećena Navještenju Djevici Mariji. Marchetto da Padova je navjerojatnije skladao motet za njeno posvećenje 25. svibnja, 1305. Godine. Kapela je, dakle, posvećena na Navještenje 1305. godine kao crkva sv. Marije Blagostive Santa Maria della Carità, i Giottove freske u prikazu života Isusa Krista ističu ulogu Djevice Marije u ljudskom spasenju.

## Giottove freske
Scrovegni je za oslikavanje kapele pozvao Giotta, koji je tada slovio kao najveći talijanski slikar. Između 1303. i 1310. godine Giotto je izveo (i potpisao) sve freske u kapeli. Osim Giottovih djela, kapela je građevina od crvene opeke s bačvastim svodom lišena svih ukrasa. Giottov Posljednji sud prekriva cijeli zid iznad ulaza, dok su zidovi podijeljeni na tri polja, svaka sa scenama u dvometarskim kvadratima (ukupno 37 prizora). Nasuprot oltara na gornjem dijelu desnog zida započinje prikaz scena iz života Djevice Marije i to s Navještenjem na središnjem mjestu iznad glavnog luka s prikazom Anđela Gabrijela s lijeve strane i Djevice Marije s desne strane luka. Slijede prizori iz života Djevice Marije (Izbacivanje Joakima iz hrama, navještenje sv. Ani, Joakimov san, Rođenje Djevice Marije, Predstavljanje Marije u hramu, itd.) te Rođenje Krista, Predstavljanje u hramu, Pasija, Uskrsnuće Krista i Duhovi. Kvadrati su značajni zbog prikaza nabijenih emocijama, voluminoznim figurama u realističnom prostoru. Između naslikanih scena, Giotto je naslikao lažn arhitekturu mramora kako bi ih podijelio i uokvirio.

### Odlike
Za razliku od Cimabuea, koji je kombinirao bizantski i antički način slikanja, Giotto se bazirao samo na realističniji antički način poput skulptura Arnolfa di Cambia. Njegove figure nisu bizantski stilizirane i izdužene nego trodimenzionalne, anatomski točne i odjevene u stvarnu odjeću koja prirodno pada, a ne vijugavu formaliziranu draperiju. Lica i geste su utemeljeni na podrobnom proučavanju stvarnih lica, poput lica koja su se pojavila na slikama Pietra Cavallinija, no izrazitije i češće kod Giotta. 
Čvrsto oblikovane figure su suprotstavljene realističnom pejzažu koji je oblikovan poput kazališne scene za likove. Ovakav dramatičan pristup u postavljanju likova “na scenu” je bio novina koju je prvi put primijenio u prikazima života Svetog Franje u bazilici sv. Franje u Assisiju.
Giottov način prikazivanja ljudskih lica i emocija čini njegovo djelo potpuno drugačijim od njegovih suvremenika. Tako na prikazu “Joakim ispred pastira”, Joakim izgleda tužno dok pastiri postrance gledaju jedan drugoga. Na “Pokolju nevinih”, vojnik koji otima dijete iz ruku majke čini to s glavom uronjenom u ramena kao da se stidi svog čina. Ljudi prikazani na “Bijegu u Egipat” očito ogovaraju Mariju i Josipa u prolazu. Engleski kritičar John Ruskin iz 19. stoljeća je o Giottovom realizmu rekao: “Istina je da je on slikao Djevicu Mariju, sv. Josipa i Krista, ali je prije svega slikao majku, oca i dijete
- Rođenje Djevice Marije
- Capella degli Scrovegni izvana
- Capella degli Scrovegni iznutra
- Bijeg u Egipat
- Pokolj nevine dječice
- Judin poljubac (Giotto)
- Raspeće
- Oplakivanje Krista
- Bog Otac okružen anđelima na zapadnom slavoluku iznad apside.
- Poklonstvo mudraca

## Naslikani prikazi
1. Joakim otjeran iz hrama
2. Joakim među pastirima
3. Anđeo se ukazuje sv. Ani u molitvi
4. Joakim žrtvuje kozlića Gospodu
5. Joakimov san
6. Joakim i Ana kod Jeruzalemskih zlatnih vrata
7. Rođenje Djevice Marije i kupanje djeteta
8. Predstavljanje Djevice Marije u Hramu
9. Prinos grančica
10. Molitva za cvatanje grančica
11. Vjenčanje Djevice
12. Svadbena povorka
13. Bog Otac okružen anđelima u slavoluku
14. Navještenje (Anđeo Gabrijel lijevo)
15. Navještenje (Gospa desno)
16. Vizitacija
17. Rođenje Krista
18. Poklonstvo mudraca u kojemu je betlehemska zvijezda na nebu prikazana poput kometa. Na to je Giotta najvjerojatnije inspirirao Helleyev komet koji je bio vidljiv na nebu 1301. godine. Zbog tog prikaza Halleyjeva kometa, svemirska sonda koja je 1986. godine (godini kada je Halleyjev komet ponovno prolazio pored Zemlje) poslana u svemir dobila je ime Giotto.
19. Predstavljanje Isusa u Hramu
20. Bijeg u Egipat kojim je Giotto prekinuo mnoga tradicionalna pravila u prikazivanju ove teme. Tako pored Svete Obitelji u prolazu stoje ljudi koji ih ogovaraju iza leđa.
21. Pokolj nevine dječice
22. Isus među mudracima (Pronalazak u Hramu)
23. Krštenje Krista
24. Vjenčanje u Kani
25. Lazarovo uskrsnuće
26. Isus ulazi u Jeruzalem
27. Isus tjera trgovce iz Hrama
28. Juda izdaje Krista
29. Posljednja večera
30. Pranje nogu učenicima
31. Judin poljubac (Giotto)
32. Isus pred Kaifom
33. Bičevanje Krista
34. Uzlazak na Kalvariju
35. Raspeće
36. Oplakivanje Krista je prikaz koji je kasnije postao jedan od najcjenjenijih slika Kristove muke kojoj su se divili mnogi renesansni umjetnici, poput Michelangela od kojeg su očuvane mnoge studije i skice po Giottovom originalu.
37. Uskrsnuće Krista — "Noli me tangere"
38. Uznesenje
39. Duhovi (Pedesetnica)

40. – 53. Alegorije Mana i Vrlina

54. Posljednji sud